# 弗拉德克·拉齐纳
弗拉德克·拉齐纳（捷克語：Vladek Lacina，1949年6月25日—），捷克男子赛艇运动员。他曾代表捷克斯洛伐克参加1972年、1976年和1980年夏季奥林匹克运动会赛艇比赛，其中1976年奥运会获得一枚铜牌。